# Zograf Peak
Der Zograf Peak (englisch; bulgarisch връх Зограф wrach Sograf) ist ein 1011 m hoher Berg auf der Livingston-Insel im Archipel der Südlichen Shetlandinseln. Im Friesland Ridge der Tangra Mountains ragt er 1,6 km nordnordwestlich des Lyaskovets Peak, 3,75 km südlich bis westlich des Maritsa Peak, 1,7 km südsüdöstlich des Kuzman Knoll und 4,15 km östlich bis südlich des Gipfels des Plíska Ridge auf. Seine nördlichen Hänge sind markant und unvereist. Der Huron-Gletscher liegt nördlich von ihm.
Die bulgarische Kommission für Antarktische Geographische Namen benannte den Berg 2004 nach dem Kloster Zografou auf dem Berg Athos in Griechenland.